# تابویاکی
تابویاکی (به لاتین: Taboiaki) یک منطقهٔ مسکونی در کیریباتی است که در اقیانوس آرام واقع شده‌است. تابویاکی ۲٬۶۸۳ نفر جمعیت دارد و ۳ متر بالاتر از سطح دریا واقع شده‌است.